# Baisangguan
Baisangguan (kinesiska: 白桑关, 白桑关镇) är en köping i Kina. Den ligger i provinsen Hubei, i den centrala delen av landet, omkring 410 kilometer nordväst om provinshuvudstaden Wuhan. Antalet invånare är 24 932. Befolkningen består av 12 045 kvinnor och 12 887 män. Barn under 15 år utgör 17,0 %, vuxna 15-64 år 71 %, och äldre över 65 år 11,0 %.
Runt Baisangguan är det ganska tätbefolkat, med 144 invånare per kvadratkilometer. Närmaste större samhälle är Nanhuatang, 18,6 km norr om Baisangguan. I omgivningarna runt Baisangguan växer i huvudsak blandskog.
Genomsnittlig årsnederbörd är 900 millimeter. Den regnigaste månaden är augusti, med i genomsnitt 167 mm nederbörd, och den torraste är januari, med 8 mm nederbörd.